# 島田泰夫
島田泰夫(しまだ　やすお、 仲俯、玖川、養素とも、文政九年(1826)〜明治二十三年(1890) 、享年65)は、豊後森藩藩士、官僚。栄典は正六位、勲六等。
豊後森藩士横山定斎（広保)のニ男で同族の島田氏の養子となる。初めは日出藩の儒学者帆足万里の元に学び、明治維新においては森藩と新政府の対応に従事する。
28歳の時、倉敷へ移住し、医を開業する。この間、森田節斎に師事し数多くの文人と交友する。後に同門の友と「節斎遺稿」を著す。明治元年(1868)には倉敷県の判事に任じられる。同二年には小参事、翌三年には大参事へと登る。
明治4(1871)年に起きた飢饉では窮民を救うため独断で米を倉から出したとして罰せられた。倉敷県が深津県に合わせられると泰夫は秋田県へ出仕した。翌年には文部省、その翌年には内務省へ入った。明治4年には東京試薬場(後の国立医薬品食品衛生研究所)長心得になる。彼は事務系としては唯一の場長で異色の経歴だった。東京衛生試験場では機構組織、事務体系の基礎確立を行なった。その後順調に昇進し明治12(1878)年に奏任官少書記官を拝命した。同年従六位に至る。内務省時代の彼の動向は官報から伺うことができる。官報によると衛生状況の視察のため日本全国を巡回している。同伴者には北里柴三郎、後藤新平などの名もみえる。初代衛生局長の長与専斎が不在のおりは局長代理を務め、衛生次長として近代的な衛生行政の整備に貢献した。